# Молдова під час російсько-української війни
24 лютого 2022 року влада Республіки Молдова ввела в країні надзвичайний стан через російське вторгнення в Україну. З першого дня повномасштабної війни Молдова почала приймати українських біженців. У той же час країна намагалася проводити обережну політику, бажаючи уникнути залучення до війни. Зокрема, Молдова відмовилася приєднатися до антиросійських санкцій, посилаючись на слабкість молдовської економіки, чим викликала невдоволення України.
3 березня 2022 Молдова слідом за Україною та Грузією подала заявку на членство в ЄС.
З моменту свого приходу до влади в 2020 Мая Санду кілька разів вимагала вивести російських миротворців з Придністров'я і утилізувати запаси боєприпасів у селі Колбасна. 15 березня 2022 року Парламентська асамблея Ради Європи ухвалила резолюцію про виключення Росії зі складу організації, в якій Придністров'я було названо «зоною російської окупації».
З 25 квітня 2022 року на території невизнаної Придністровської Молдавської Республіки сталася серія вибухів та обстрілів, які пошкодили низку будівель та об'єктів інфраструктури. Влада ПМР назвала те, що сталося «терактами», через що ввела у Придністров'ї режим «червоного» рівня терористичної загрози. Київ та Кишинів назвали це «провокаціями», а експерти порівнювали ситуацію в Придністров'ї зі ситуацією на Донбасі напередодні російського вторгнення 24 лютого. Також оглядачі зазначали, що напередодні загострення ситуації в Придністров'ї російський генерал Рустам Міннекаєв заявляв, що метою Росії на другому етапі спецоперації в Україні буде встановлення повного контролю над Донбасом і Південною Україною з виходом до Придністров'я.
30 квітня представник НАТО заявив, що організація допускає подальші провокації у Придністров'ї та «операції під чужим прапором», однак у НАТО не бачать неминучих військових ризиків для Молдови. 1 травня британське видання The Times повідомило, що його джерела в українській розвідці стверджують, що «Кремль ухвалив рішення про напад на Молдову» і Росія готує висадку повітряного десанту в Придністров'ї. 10 травня 2022 року очільниця Національної розвідки США Авріл Гейнс під час виступу у Сенаті, яку цитує AFP News Agency, заявила, що Путін вирішив поширити бойові дії на територію контрольованої Російською Федерацією Придністровської Молдавської Республіки. Водночас вона не уточнила, чи має наразі РФ потенціал на виконання такої забаганки Путіна. Крім того, розвідка США дізналася, що російській лідер також планує вести довготривалу війну в регіоні, сподіваючись на те, що США та Європа «втратять рішучість» у протидії такій агресії.

## Передісторія

### Конфлікт у Придністров'ї
У 1989 році під час перебудови виникає конфлікт між російськомовними та румунськомовними жителями Молдовської РСР через закон «Про державну мову». У Придністров'ї цей закон вважали дискримінаційним, і 2 вересня 1990 проголосили окрему Придністровську Молдавську Радянську Соціалістичну Республіку, що призвело до збройних сутичок між придністровськими і молдовськими силам. Під час серпневого путчу в Москві розкол між владою Молдови та Придністров'я посилився: перші засудили путчистів, а другі підтримали ГКЧП. Після провалу ДКПП, 25 серпня 1991 року Придністров'я оголосило про свою незалежність, а 27 серпня було проголошено незалежність Молдови. Навесні 1992 року між Молдовою і Придністров'ям спалахує повномасштабний збройний конфлікт, в ході якого на боці придністровських сепаратистів виступила 14-та гвардійська загальновійськова армія, яка після розпаду СРСР виявила бажання увійти до складу ЗС РФ. 23 червня 1992 року в Придністров'я прибуває російський генерал-майор Олександр Лебідь, який фактично очолив 14-у армію. Російська армія розпочинає масові обстріли молдовських сил, що вже до початку липня змушує владу Молдови піти на мирні перегово.р. 21 липня президенти Молдови Мірча Снігур та Росії Борис Єльцин за участю лідера ПМР Ігоря Смирнова підписують мирну угоду, а 14-та армія Росії набуває статусу «миротворців». Придністровський конфлікт став «замороженим» і протягом наступних десятиліть спроби політичного врегулювання ситуації навколо Придністров'я зазнавали невдачі. Для російської влади Придністров'я стало інструментом тиску на Кишинів.
Оскільки відразу після придністровська війни в 1992 Кишинів фактично пішов на прямі переговори з Тирасполем, Москва отримала можливість позиціонувати себе не як учасників конфлікту, а посередницею в переговорах. Це називають одним із факторів збереження у багатьох громадян Молдови проросійських настроїв, і до 2021 року за проросійських кандидатів на президентських та парламентських виборах голосувало приблизно 30—40 % громадян країни. Особливо сильними проросійськими настроями виділявся регіон Гагаузія.
У 1999 на Стамбульському саміті ОБСЄ Росія взяла на себе зобов'язання вивести свої війська з території Молдови до кінця 2002 року, проте Москва цього не зробила. У 2002 році для переговорів про майбутнє Придністров'я було створено формат «5+2»: Кишинів та Тирасполь — сторони конфлікту, Росія, Україна та ОБСЄ — сторони-гаранти, а ЄС та США — спостерігачі.
У 2003 році заступник глави адміністрації третього президента Російської Федерації Дмитро Козак розробив так званий «план Козака», згідно з яким Молдова повинна стати федеративною державою, Придністров'ю мало бути надано право вето на прийняття законів молдовським парламентом, армія Молдови скорочена, а російські війська залишитися б ще на 20 років у країні як гарант урегулювання конфлікту. Президент Молдови Володимир Воронін після довгих переговорів у результаті відмовився підписувати цю угоду. У 2005 році адміністрація третього президента України запропонувала власний «план Ющенка», згідно з яким Придністров'ю надавалася автономія, а російські війська виводилися з регіону, яких мали замінити цивільні та військові спостерігачі ОБСЄ. План схвалила Молдова, проте влада ПМР відмовилася від плану Ющенка.
У вересні 2006 року у владі ПМР було проведено референдум, згідно з офіційними результатами якого понад 97 % учасників голосування висловилися за незалежність Придністров'я та його входження до складу Російської Федерації, проте Молдова та міжнародні організації назвали його незаконним.
З 2009 року влада Молдови проголошує курс на інтеграцію з ЄС. 27 червня 2014 року Молдова разом із Грузією та Україною підписала договір про асоціацію з Європейським союзом. У червні 2021 року Грузія, Молдова та Україна створили новий формат співпраці між собою та ЄС — Асоційоване тріо.
Протягом багатьох років Російська Федерація надавала Придністров'ю економічні субсидії, фінансування інфраструктури та доплати пенсіонерам на суму близько 25 млн доларів на рік.

## Історія
Анексія Криму Російською Федерацією в березні 2014 року змусило говорити владу Молдови про загрози для своєї країни. Серед загроз, пов'язаних з так званим кримським референдумом, називали і ситуацію в Придністров'ї, і настрої в Гагаузії, де 2 березня 2014 року відбувся референдум, на якому абсолютна більшість населення висловилася за автоматичну незалежність Гагаузії «у разі втрати Молдовою суверенітету» та виступили за вступ Молдови до Митний союз ЄАЕС.
6 березня 2014 року на екстреному засіданні ЄС у Брюсселі президент Литви Даля Грибаускайте заявила, що «Росія намагається перекроїти кордони держав», припускаючи, що буде «спочатку Україна, потім буде Молдова, а врешті-решт може дійти і до країн Балтії з Польщею». 23 березня Головнокомандувач об'єднаних сил НАТО в Європі генерал ВПС США Філіп Брідлав заявив, що збройні сили Російської Федерації в прикордонних областях з Україною настільки численні і підготовлені для ведення бойових дій, що це може створити загрозу для Молдови, якщо російські війська отримають наказ наступати через українську територію. до Придністров'я.
18 березня 2014 року російська газета Ведомости заявила про те, що їй стало відомо, що Голова Верховної ради ПМР Михайло Бурла направив голові Держдуми Сергію Наришкіну звернення з проханням передбачити в російському законодавстві «можливість входження Придністров'я до складу Російської Федерації», як основа придністровська влада розраховувала використовувати процедуру анексії частин територій іноземних держав, розроблену низкою депутатів для анексії Криму, але не введену в результаті в російське законодавство. 16 квітня Верховна Рада ПМР звернулася до російського президента Володимира Путіна, Держдуми та Ради Федерації РФ, а також до ООН та ОБСЄ, з проханням визнати незалежність Придністров'я, що, як і у випадку з Кримом, також відкривало б можливість для його анексії, однак Росія не зробила кроків зі зміни статусу регіону, чому сприяла навіть відсутність спільного кордону: якщо в Крим у Росії був незалежний доступ по морю (через Керченську протоку), то Придністров'я було б досягається тільки по повітрю або суші, в обох випадках через території держав, які не визнали б анексію Придністров'я.
У листопаді 2020 року в другому турі президентських виборів у Молдові Мая Санду перемагає президента Ігоря Додона. Мая Санду мала репутацію політика з ліберальними проєвропейськими поглядами. Її партія «Дія і Солідарність» на дострокових парламентських виборах у липні 2021 року набрала понад 50 % голосів, і вперше у парламентській історії Молдови сформувала проєвропейську більшість.

### Загострення ситуації у Придністров'ї
З 25 квітня 2022 року на території невизнаної Придністровської Молдавської Республіки сталася серія вибухів та обстрілів, які пошкодили низку будівель та об'єктів інфраструктури. Влада ПМР назвала те, що сталося «терактами», і ними було введено в Придністров'ї режим «червоного» рівня терористичної загрози. Глава ПМР Вадим Красносільський заявив, що «сліди цих нападів ведуть в Україну». Київ та Кишинів назвали це «провокаціями». Експерти порівнювали ситуацію в Придністров'ї із обстановкою на Донбасі напередодні російського вторгнення 24 лютого, коли на підконтрольній ДНР території сталася серія вибухів та «диверсій», а представники США говорили, що Росія готує провокації для створення приводу для війни з Україною. Оглядачі також зазначали, що напередодні загострення ситуації в Придністров'ї російський генерал Рустам Міннекаєв заявляв, що метою Росії на другому етапі спецоперації в Україні буде встановлення повного контролю над Донбасом і Південною Україною з виходом до Придністров'я.
26 квітня Генеральний штаб Збройних сил України заявив, що угруповання російських військ у Придністров'ї приведено в повну бойову готовність.
30 квітня представник НАТО заявив, що організація допускає подальші провокації в Придністров'ї та «операції під чужим прапором», однак у НАТО не бачать неминучих військових ризиків для Молдови
1 травня британське видання The Times повідомило, що його джерела в українській розвідці стверджують, що «Кремль ухвалив рішення про напад на Молдову» і Росія готує висадку повітряного десанту в Придністров'ї. Однак підтвердити ці дані з інших джерел журналістам не вдалося. На думку молдовського експерта Валеріу Паші, пріоритетом Росії є політична дестабілізація Молдови внутрішніми проросійськими силами, зокрема, використовуючи теми Дня Перемоги та заборони георгіївської стрічки, що могло б призвести до зміни влади в країні. Однак на думку Паші, було малоймовірно, що Росія піде на спробу повітряного десанту в Придністров'ї за допомогою Іл-76, так це б означало перетин простору, підконтрольного українській ППО, що було б чревате занадто великим ризиком, хоча повністю такий сценарій він не став виключати. Він зазначав, що доки російські війська не захоплять український Миколаїв і не перетнуть Південний Буг, Молдова буде в безпеці. Але за словами Паші, у разі досягнення російськими силами цих цілей все зміниться, і він додав, що «росіянам не потрібно захоплювати Одесу, щоб напасти на Молдову, а скоріше навпаки вони можуть вторгнутися на правобережну частину Молдови, щоб оточити Одесу».
10 травня директорка Національної розвідки США Евріл Гейнс під час слухань в американському Сенаті заявила, що окрім прагнення захопити українські Донецьку та Луганську області та збереження контролю над Херсоном, російський президент Володимир Путін можливо бажає створити сухопутний коридор через південні українські області до Придністров'я.

### Заборона проросійської символіки
14 квітня молдовський парламент заборонив георгіївську стрічку та символи V та Z «в контексті військової агресії Росії проти України». Колишній президент Молдови та голова опозиційної Партії соціалістів Республіки Молдова Ігор Додон заявив, що «дії уряду можуть призвести до дестабілізації ситуації в Молдові» та закликав до дострокових парламентських та президентських виборів. 29 квітня Народні Збори Гагаузії відмовилися застосовувати на своїй території закон про заборону георгіївської стрічки та проголосували за надання їй статусу «символу Перемоги», що згодом було через суд оскаржено урядом Молдови.
20 квітня Захарова засудила слова президента Молдови Маї Санду про те, що «георгіївській стрічкі місце на звалищі історії», пригрозивши Молдові «болючими відповідями». МЗС Молдови назвало заяви Захарової «неприйнятними».

## Реакція Республіки Молдова
Після початку повномасштабної російсько-української війни багато жителів Молдови побоювалися, що у разі падіння України наступною метою Кремля стане Придністров'я, а за ним і решта Молдови. Через побоювання початку військових дій і в Молдові кілька тисяч молдовських громадян залишили країну невдовзі після початку бойових дій в Україні. 1 березня 2022 року самопроголошений президент Білорусі Олександр Лукашенко, виступаючи на засіданні Рада безпеки Республіки Білорусь, показав карту з планами наступу російських військ і одна стрілець на ній вела з української Одеської області на Придністров'ї. Наступного дня після цього посол Білорусі в Молдові Анатолій Калінін вибачився перед молдовською стороною і заявив, що співробітники білоруського Міністерства оборони «помилилися» при складанні карти, що, однак, не розвіяло побоювання в молдовському суспільстві. При цьому, згідно з опитуванням Magenta Consulting, проведеного 2-3 березня 2022 року, 51 % опитаних молдован заявили про підтримку в конфлікті України, 20 % підтримали Росію, а 7 % не визначилися з відповіддю; 66 % учасників опитування погодилися, що війна України та Росії несе небезпеку для Молдови.
Уже в перший день війни, 24 лютого 2022 року влада Молдови ввела в країні надзвичайний стан через російське вторгнення в Україну, яке влада країни мала намір зберегти до закінчення активної фази війни в Україні. У цей же день Молдова оголосила про закриття свого повітряного простору, але 21 березня відкрила для цивільної авіації коридор у напрямку Кишинів- Яси.
З першого дня повномасштабної війни Молдова почала приймати українських біженців. президент Молдови Мая Санду одразу заявила: «Усі КПП на кордоні Молдови та України відкриті та працюють у посиленому режимі. Ми підтримаємо людей з України». До 21 квітня понад 400 тисяч біженців прибули з України до Молдови, з них більшість пішла в інші країни Європи, а близько 100 тисяч вирішили залишитися в Молдові. При цьому населення самої Молдови на цей момент складало близько 3 млн чоловік.
У той же час Молдова намагалася проводити обережну політику, намагаючись уникнути залучення до конфлікту. Зокрема, Молдова відмовилася приєднатися до антиросійських санкцій, посилаючись на слабкість молдовської економіки, чим викликала критику та розчарування в Україні.
3 березня 2022 Молдова слідом за Україною та Грузією подала заявку на членство в ЄС.
15 квітня представниця Міністерства закордонних справ Російської Федерації Марія Захарова заявила, що обмеження щодо російських ЗМІ, що працюють у Молдові, і «беззастережна підтримка зусиль США щодо витіснення Росії з міжнародних організацій» суперечать заявам молдовської влади про нейтралітет, «дотримання прав усіх жителів країни» та «прагматичному партнерстві» Росією". 30 квітня міністр закордонних справ Росії Сергій Лавров заявив, що у Молдові «маємо турбуватися про своє власне майбутнє, тому що їх втягують у НАТО».
З моменту свого приходу до влади в 2020 Мая Санду кілька разів вимагала вивести російських миротворців з Придністров'я і утилізувати запаси боєприпасів у селі Колбасна. 15 березня 2022 року Парламентська асамблея Ради Європи ухвалила резолюцію про виключення Росії зі складу організації, в якій Придністров'я було названо «зоною російської окупації».
20 липня 2023 року Парламент Молдови проголосував за денонсацію Конвенції про Міжпарламентську асамблею держав-учасниць СНД.